# Ludomy (gromada)
Ludomy – dawna gromada, czyli najmniejsza jednostka podziału terytorialnego Polskiej Rzeczypospolitej Ludowej w latach 1954–1972.
Gromady, z gromadzkimi radami narodowymi (GRN) jako organami władzy najniższego stopnia na wsi, funkcjonowały od reformy reorganizującej administrację wiejską przeprowadzonej jesienią 1954 do momentu ich zniesienia z dniem 1 stycznia 1973, tym samym wypierając organizację gminną w latach 1954–1972.
Gromadę Ludomy z siedzibą GRN w Ludomach utworzono – jako jedną z 8759 gromad na obszarze Polski – w powiecie obornickim w woj. poznańskim, na mocy uchwały nr 31/54 WRN w Poznaniu z dnia 5 października 1954. W skład jednostki weszły obszary dotychczasowych gromad Lipa, Ludomy i Ludomicko oraz miejscowość Bębnikąt z dotychczasowej gromady Dąbrówka Leśna ze zniesionej gminy Oborniki-Północ, obszary dotychczasowych gromad Boruchowo i Dąbrówka Ludomska ze zniesionej gminy Rogoźno oraz miejscowość Orłowo z dotychczasowej gromady Sierakówko ze zniesionej gminy Ryczywół – w tymże powiecie. Dla gromady ustalono 19 członków gromadzkiej rady narodowej.
31 grudnia 1971 gromadę zniesiono, a jej obszar włączono do gromad: Ryczywół (miejscowości Boruchowo, Dąbrówka Ludomska, Lipa, Ludomy i Ludomicko) i Oborniki-Północ (miejscowość Bębnikąt) w tymże powiecie.